# Данапур
Данапур (англ. Danapur або Dinapur) — місто на березі Гангу в індійському штаті Біхар, приміський район Патни. Місто є важливим залізничним та дорожнім вузлом штату і центром торговлі товарами сільського господарства. Промисловість включає друк, виробництво рослинної олії, обробку металів. Тут діють коледж, філія університету Маґадха, у військова база.
| Індія | Це незавершена стаття з географії Індії. Ви можете допомогти проєкту, виправивши або дописавши її. |